# Емамзаде (Західний Азербайджан)
Емамзаде (перс. امامزاده) — село в Ірані, входить до складу дехестану Бакешлучай у Центральному бахші шахрестану Урмія провінції Західний Азербайджан.